# Gancio (sport da combattimento)

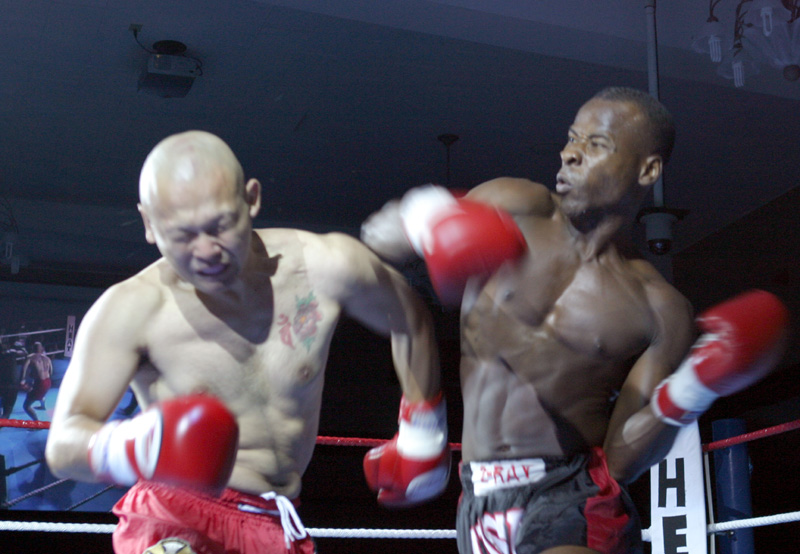
Un gancio destro, eseguito dal pugile a destra, in un match di kickboxing.

Il gancio («hook» in inglese) è un tipo di pugno del pugilato.

## Esecuzione
È un pugno rotatorio, la cui forza è legata alla rotazione dell'anca e alla leva fornita dalla spalla. Risulta maggiormente efficace a corta distanza, venendo infatti usato spesso da pugili con scarso rapporto tra statura e peso. Si fa spesso ricorso ai ganci nel tentativo di infliggere un K.O.
I ganci sono talvolta impiegati per aggirare la guardia dell'avversario, mirando a punti sensibili come il volto e il naso del pugile.

## Altri sport
Oltre che nella boxe, è presente anche nel wrestling, nella kickboxing. Nel basket, in gergo un gancio è inteso come un tiro effettuato da sotto la retina del canestro.